# 布罗迪·马隆
布罗迪·马隆（英語：Brody Malone，2000年1月7日—），美国男子竞技体操运动员，2019年泛美运动会男子团体全能银牌得主、2021年世界竞技体操锦标赛男子单杠铜牌得主、2022年世界竞技体操锦标赛男子单杠金牌得主。